# Hermann von Tresckow (General, 1818)

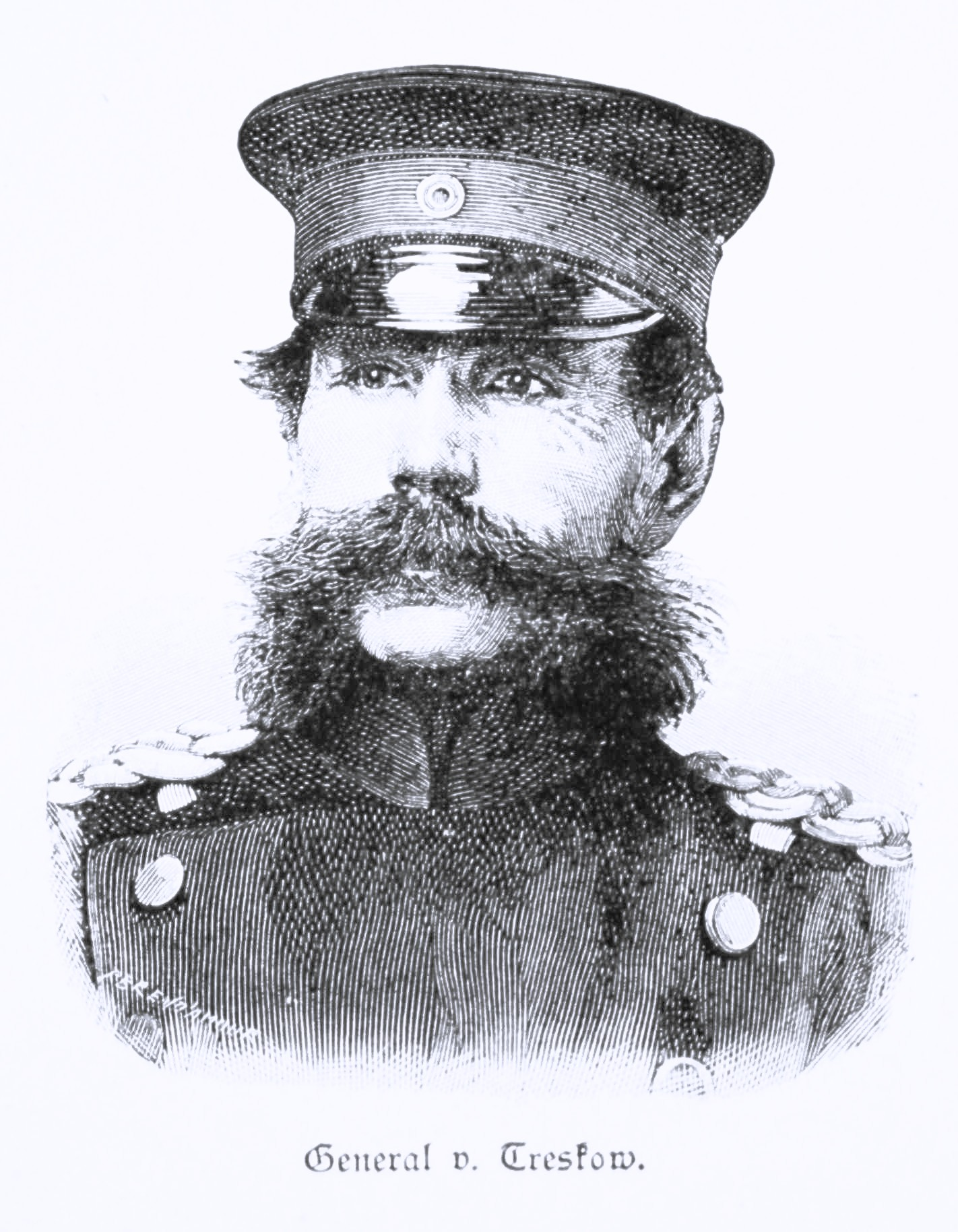
General von Tresckow

Hermann Heinrich Theodor von Tresckow (* 1. Mai 1818 in Blankenfelde; † 20. April 1900 in Wartenberg in der Neumark) war ein preußischer General der Infanterie.

## Leben

### Herkunft
Seine Eltern waren der preußische Major Heinrich von Tresckow (1784–1822) und dessen Ehefrau Luise, geborene von Barfus (1786–1846). Die Familie hatte 15 Kinder.

### Militärlaufbahn
Nach dem Besuch des Berliner Kadettenhauses wurde Tresckow am 12. August 1835 als Sekondeleutnant dem Kaiser Alexander Grenadier-Regiment der Preußischen Armee überwiesen. 1848 nahm er als Adjutant des Generals Eduard von Bonin am Feldzug in Schleswig-Holstein teil, wurde 1852 Hauptmann im Großen Generalstab, 1855 Major und war 1854/56 der Gesandtschaft in Paris attachiert, war 1856 Flügeladjutant des Königs, 1860 Kommandeur des 27. Infanterie-Regiments, 1864 Generalstabschef bei den Zernierungstruppen an der polnischen Grenze, dann in das Militärkabinett berufen, 1865 Generalmajor und Chef der Abteilung für die persönlichen Angelegenheiten, dann des Militärkabinetts selbst.
Auf seine Bitte wurde ihm im November 1870 das Kommando über die 17. Infanterie-Division übertragen, die er in den Kämpfen bei Loigny, Orléans und Le Mans befehligte. Für sein Wirken erhielt Tresckow beide Klassen des Eisernen Kreuzes und das Eichenlaub zum Orden Pour le Mérite. Ende Januar 1871 wurde er zur Dienstleistung als Generaladjutant in das Große Hauptquartier kommandiert und erhielt im Februar wieder die Leitung des Militärkabinetts.
Nach dem Krieg gegen Frankreich erhielt er am 20. März 1872 das Kommando der 19. Division, die er bis zum 22. Januar 1873 kommandierte. Von 23. September 1873 bis 1. August 1888 war er Kommandierender General des IX. Armee-Korps in Altona. Im Januar 1875 wurde er zum General der Infanterie befördert. Im September 1875 wurde er zum Chef des 2. Magdeburgischen Infanterie-Regimentes Nr. 27 ernannt. Am 1. August 1888 übergab er sein Korps an General Paul von Leszczynski und wurde in Genehmigung seines Abschiedsgesuches mit Pension zur Disposition gestellt.
Seit 1878 war Treschow Ordens-Hauptmann des Johanniterordens und damit einer der höchsten Beamten der Kongregation.
Er starb am 20. April 1900 unverheiratet auf seinem 1883 erworbenen Gut Wartenberg in der Neumark.